# Vympel R-27
Vympel R-27 (tên ký hiệu của NATO AA-10 Alamo) là một loại tên lửa không đối không tầm trung của Liên Xô. Nó được sử dụng trong Không quân Nga, SNG (Cộng đồng các quốc gia độc lập) và ở nhiều quốc gia khác như là một tên lửa đối không tầm trung tiêu chuẩn dù đã có loại Vympel R-77 tiên tiến hơn.

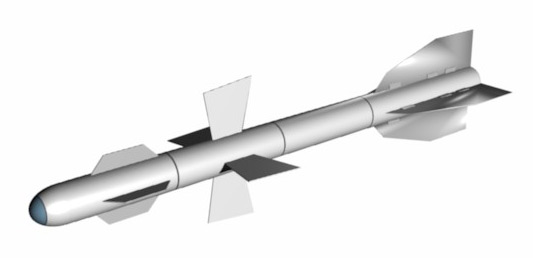
R-27T

R-73Ae, R-27R1(AeR1), R-27T1(AeT1), và Kh-59MAe tại MACS, Zhukovski, 1999.

R-27 được sản xuất theo nhiêu phiên bản với các cơ chế dẫn đường khác nhau như dẫn đường hồng ngoại (R-27T, R-27ET), dẫn đường bằng radar bán chủ động (R-27R, R-27ER) và dẫn đường bằng radar chử động (R-27EA). Tên lửa có thể được mang trên các tiêm kích Mikoyan MiG-29 và các tiêm kích thuộc gia đình Sukhoi Su-27. Tên lủa được sản xuất ở Nga, Ukraine và Trung Quốc, dù giấy phép sản xuất của Trung Quốc được mua từ Ukraine thay vì Nga.

## Tổng quan
R-27 là một tên lửa tầm trung thuộc một trong những thành phần trong trang bị của Su-27 và MiG-29. Trong những đặc trưng của phiên bản R-27R (AA-10 Alamo-A) nói chung tương tự như tên lửa AIM-7 Sparrow của Mỹ, cả hai đều có những khả năng vượt trội trong chiến đấu. R-27 được thiết kế theo nguyên lý module và là cơ sở cho những tên lửa trang bị hệ thống dẫn đường và hệ thống động cơ khác nhau. Vài phiên bản của R-27 được sản xuất ở Nga với hệ thống dẫn đường bằng tia hồng ngoại, radar bán chủ động và radar chủ động. R-27ER (AA-10 Alamo-C) có tầm bay 130 km, trong khi những phiên bản khác có tầm bắn cực đại từ 70 đến 170 km.

R-27 trên Su-33

Mẫu chuẩn hóa tên lửa tầm trung có điều khiển R-27 được đưa vào phục vụ năm 1983, trang bị cho máy bay tiêm kích MiG-29 và Su-27. R-27 có khả năng tiêu diệt mục tiêu không người lái và có người lái trong phạm vi lớn và trong cận chiến. Nó được sử dụng chống lại các máy bay đánh chặn của kẻ địch từ các hướng khác nhau và trong bất kỳ thời tiết nào.
R-27R được trang bị với một radar bán chủ động, ngòi nổ không tiếp xúc, ngòi nổ tiếp xúc và đầu nổ. Nó được điều khiển đến mục tiêu bởi một phương án kết hợp theo phương pháp cân đối giữa dẫn đường quán tính trong chuyển động ban đầu và được hướng dẫn từ radar trong giai đoạn cuối. Điều này cung cấp khả năng khóa mục tiêu chính xác từ xa sau khi được phóng khỏi máy bay. Tên lửa có thể được dẫn đường dọc theo quỹ đạo đặc biệt để tạo điều kiện thuận lợi cho ngòi nổ và đầu nổ hoạt động. Nó có khả năng bay xung quanh một vật gây nhiễu điện tử bị động, và tiếp cận mục tiêu bay thấp từ một góc đã cho.
Tên lửa có cánh phụ được xếp thành hình chữ thập cân đối trên bề mặt. Cánh điều khiển chính (gọi là "butterfly") có hình dạng cho phép tên lửa đổi hướng bay đột ngột mà vẫn giữ được độ ổn định.

### Sử dụng linh kiện nước ngoài
Agat - công ty sản xuất radar bán chủ động 9B-1101K lắp trên tên lửa R-27R/ER, radar chủ động 9B-1103K trang bị cho R-27EA và radar chủ động 9B-1348E sử dụng trên R-77, đã công khai việc mua chip xử lý tín hiệu kỹ thuật số TMS-320 của Texas Instruments (Mỹ) để gắn cho radar chủ động 9B-1103K.

## Biến thể
- R-27R: AA-10 Alamo-A, dẫn đường bằng radar bán chủ động. Tên lửa có thể được phóng từ độ cao 20 đến 25,000 m. Tầm bắn hiệu quả là tương đương ở mọi độ cao: 2 đến 42.5 km khi bắn trực diện, 0.7 đến 7.5 km khi bắn từ phía sau. Tầm bắn tối đa là 73 km. Chênh lệch độ cao tối đa giữa mục tiêu và tên lửa khi được phóng là +/- 10 km.[10]
- R-27R1: Phiên bản xuất khẩu của R-27R, Tên lửa có tầm bắn tối đa là 75 km với đầu nổ nặng 39 kg.[11]
- R-27T: AA-10 Alamo-B, dẫn đường bằng hồng ngoại, tên lửa sử dụng đầu dò hồng ngoại Avtomatika 9B-1032 (PRGS-27). Tầm bắn hiệu quả khi phóng trực diện là 2 đến 33 km và khi phóng từ phía sau là 0 đến 5.5 km. Tầm bắn tối đa là 63 km. . Chênh lệch độ cao tối đa giữa mục tiêu và tên lửa khi được phóng là +/- 10 km.[10]
- R-27T1: Phiên bản xuất khẩu cua R-27T. Tên lửa có tầm bắn hiệu quả là 80 km với đầu nổ nặng 39 kg.[12]
- R-27ER: AA-10 Alamo-C, phiên bản tăng tầm bắn dẫn đường bằng radar bán chủ động. Tên lửa có thể được phóng từ độ cao từ 20 đến 27,000 m. Tầm bắn hiệu quả khi phóng trực diện là 2 đến 65.5 km và khi phóng từ phía sau là 0.7 đến 16.5 km. Chênh lệch độ cao tối đa giữa mục tiêu và tên lửa khi được phóng là +/- 12 km.[10]
- R-27ER1: Phiên bản xuất khẩu của R-27ER. Tên lửa có tầm bắn 100 km với đầu nổ nặng 38 kg.[13]
- R-27ET: AA-10 Alamo-D, phiên bản tăng tầm dẫn đường bằng hồng ngoại. Nặng 348 kg, tầm bắn hiệu quả khi phóng trực diện là từ 2 đến 52.5 km và phóng từ phía sau là từ 0.7 đến 12.5 km. Tầm bắn tối đa là 104 km. Chênh lệch độ cao tối đa giữa mục tiêu và tên lửa khi được phóng là +/- 12 km.[10]
- R-27ET1: Phiên bản xuất khẩu của R-27ET. Tên lửa có tầm bắn tối đa 80 km và đầu nổ nặng 39kg.[14]

Phiên bản R-27R và ER có thể được phóng ở bất kì điều kiện khí tượng nào với Lực g tối đa là 5g và tốc độ rẽ tối đa là 50 độ/giây. Tên lửa cho phép thay đổi mục tiêu trong quá trình bay và chia sẻ thông tin về mục tiêu với máy bay khác.
Phiên bản R-27T và ET có thể được sử dụng khi ít mây và vị trí cách 15 độ so với mặt trời, 4 độ với mặt trăng và các nguồn nhiệt ở mặt đất khác. Đầu dò của tên lửa cần phải xác định được mục tiêu trước khi phóng. Trong nhiệm vụ chiến đấu, tên lửa thường được bắn khi đang tiếp cận mục tiêu ở góc 0 độ, nhằm tránh cho mục tiêu phát hiện ra tên lửa. Giới hạn lực g của tên lửa khi phóng là từ 0 đến 7g.
Các biến thể khác
- R-27P: AA-10 Alamo-E, phiên bản dẫn đường bằng radar bị động với tầm bắn lên đến 72 km.[cần dẫn nguồn]
- R-27EP: AA-10 Alamo-F, phiên bản chống bức xạ với tầm bắn 110 km.[16]
- R-27EA: Phiên bản dẫn đường bằng radar chủ động sử dụng đầu dò 9B-1103K, tàm bắn >130 km.[17]
- R-27EM: Tương tự phiên bản R-27EA nhưng tầm bắn được nâng lên >170 km

## Lịch sử hoạt động

### Ethiopia và Eritrea
Năm 1999, trong Chiến tranh Eritrea–Ethiopia, các tiêm kích Mikoyan MiG-29 của Eritrea đã đối đâu vời các tiêm kích Sukhoi Su-27 của Ethiopia, cả 2 loại tiêm kích đều được lái bởi các lính đánh thuê Nga. Một tên lủa R-27 đã được phóng bởi Ethiopia và ngòi nổ cận đích của tên lửa đã kích hoạt đầu nổ tên lửa ở khoảng cách đủ gần với một chiếc MiG-29 và khiến nó bị hư hại và đã rơi trong lúc hạ cánh.

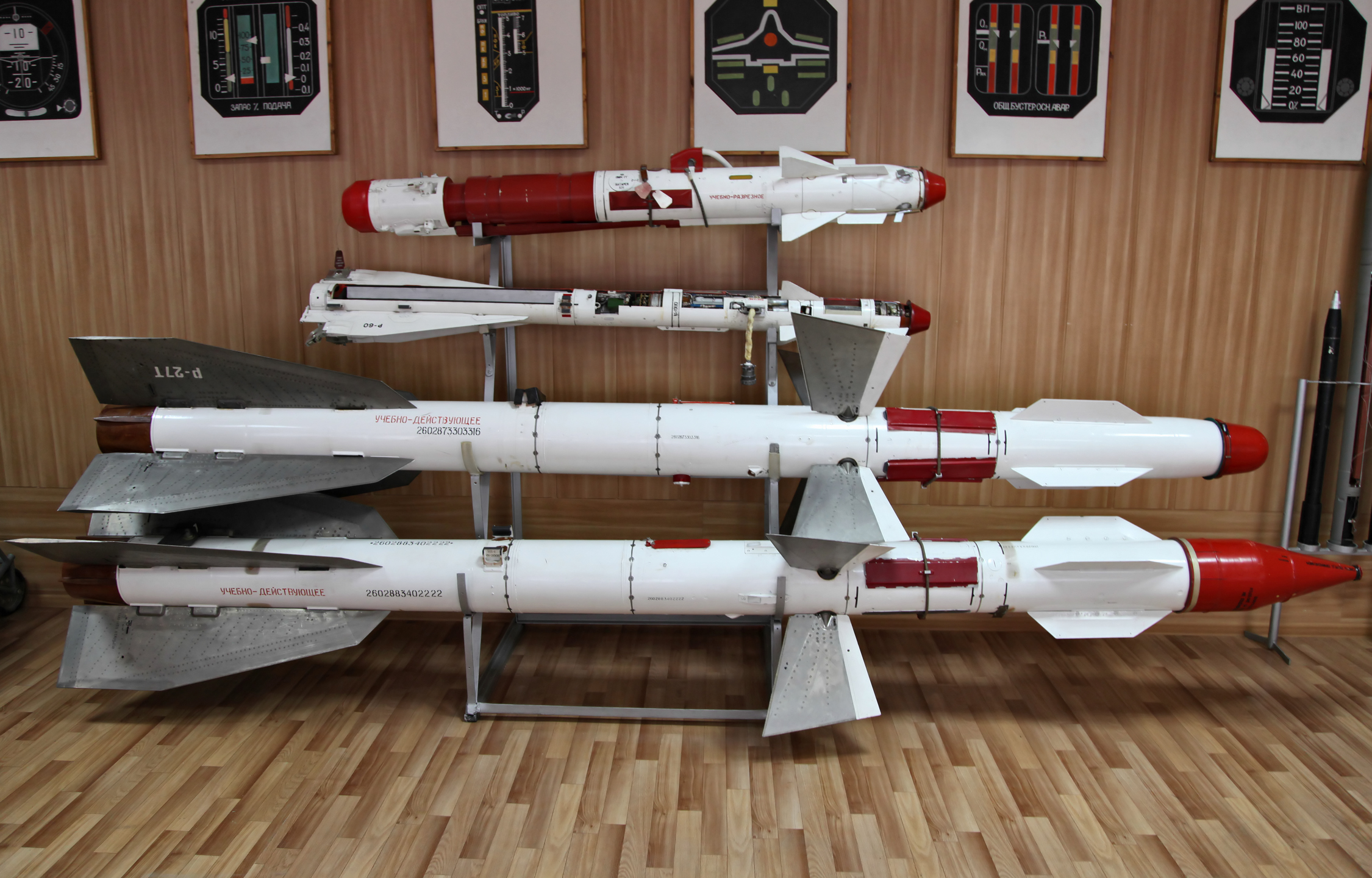
R-27T (thứ hai từ dưới lên) và R-27R (thứ nhất từ dưới lên)

### Ukraine
Trong Chiến tranh Donbas, không quân Ukraine nói rằng một chiếc Su-25 của họ đã bị bắn hạ bởi một chiếc MiG-29 của Không quân Nga bằng một tên lủa R-27T vào ngày 16 tháng 7 năm 2014. Nga đã phủ nhận mọi cáo buộc liên quan đến sự việc này.

### Yemen

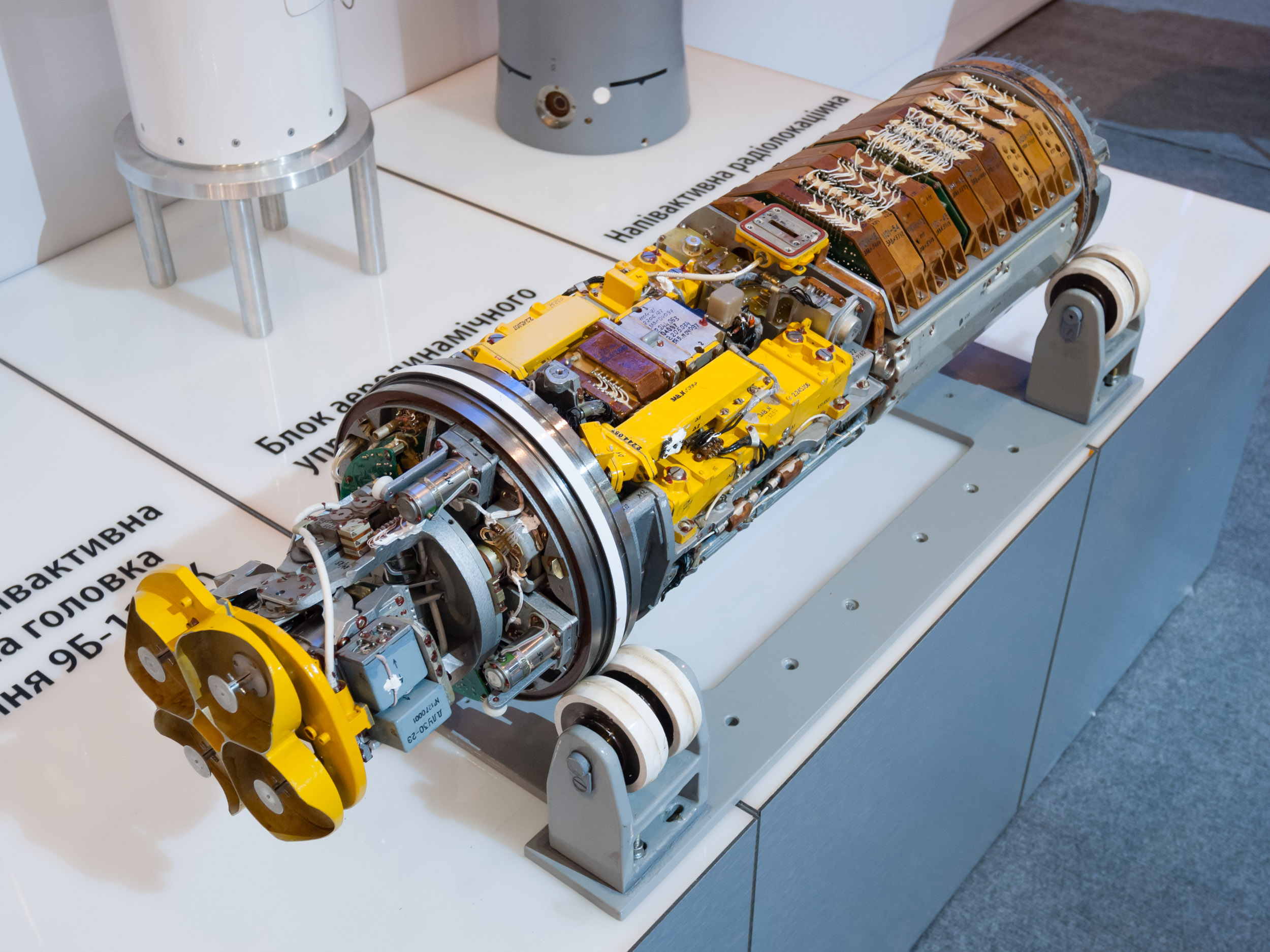
Hệ thống dẫn đường radar bán chủ động và quán tính 9B-1101K trên tên lửa R-27R.

Trong Nội chiến Yemen (2014–nay), lực lượng Houthis đã sử dụng các tên lửa R-27T được sửa đổi để hoạt động như một tên lửa đất đối không. Một video được đăng tải ngày 7 tháng 1 năm 2018 cho thấy một tên lửa R-27T đã bắn hạ một chiến đấu cơ của liên minh dẫn đầu bởi Ả Rập Xê Út thông qua một camera ảnh nhiệt. Houthi nói rằng họ đã bắn hạ một chiéc F-15  và sau đó đã đăng tải hình ảnh về xác của một chiếc máy bay, tuy nhiên số đuôi của chiếc máy bay đã cho thấy nó là một chiếc Panavia Tornado chứ không phải là F-15. Vào ngày 8 tháng 1, hãng thông tấn của Ả Rập Xê Út thừa nhận rằng đã mất một máy bay ở Yemen, song không nói rõ là chiếc F-15 hay là Tornado, nói rằng nguyên nhân của tai nạn là do "vấn đề kĩ thuật" và phi công đã phóng ghế thoát hiểm thành công và đã đuọc giải cứu sau đó.
Ngày 21 tháng 3 năm 2018, phiến quân Houthi đã đăng tải một video về một chiếc F-15 của Ả Rập Xê Út bị bắn hạ tại Saada. Trong video có thể thấy rằng một tên lửa R-27T đã được phóng và có vẻ như là đã trúng máy bay, nhưng cũng như video vào ngày 8 tháng 1, chiếc máy bay có vẻ như không bị bắn hạ. Ả Rập Xê Út đã xác nhận rằng máy bay đã bị trúng tên lửa nhưng đã thành công hạ cánh tại một sân bay gần đó. Các nguồn thông tin của Saudi xác nhận rằng vụ việc xảy ra vào lúc 3:48 chiều theo giờ điạ phương sau khi một tên lửa phòng không được phóng từ trong sấn bay Saada.

## Quốc gia vận hành

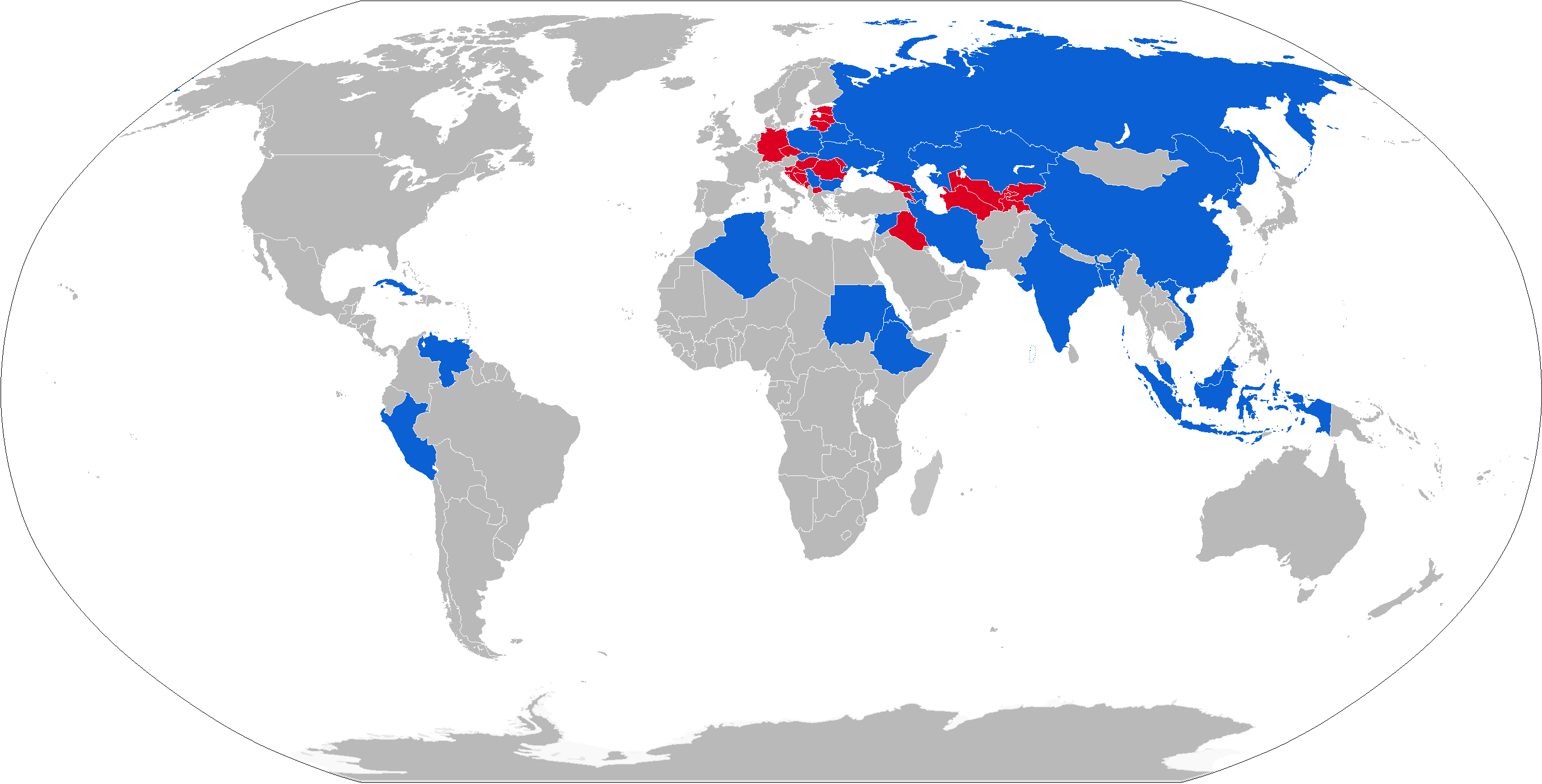
Bản đồ các nước vận hành với màu xanh là các nước đang vận hành và màu đỏ là các nước từng vận hành

### Các quốc gia hiện đang vận hành
- Algérie
- Angola[27]
- Azerbaijan
- Bangladesh[28]
- Belarus
- Bulgaria
- Trung Quốc[28]: 264-265 tên lửa
- Cuba
- Ai Cập
- Eritrea
- Ethiopia
- Gruzia
- Ấn Độ[28]: 273-274 tên lửa – Đặt hàng 300 tên lửa vào năm 2019 & 800 tên lửa vào năm 2020 cho những chiếc Sukhoi Su-30MKI và MiG-29UPG. Các biến thể có trong gói đặt hàng bao gồm: R-27EM,R27ER,R-27R1/ER1 và R-27T1/ET1[29][30][31]
- Indonesia[28]: 278 tên lửa (trang bị trên Su-27 và Su-30s)

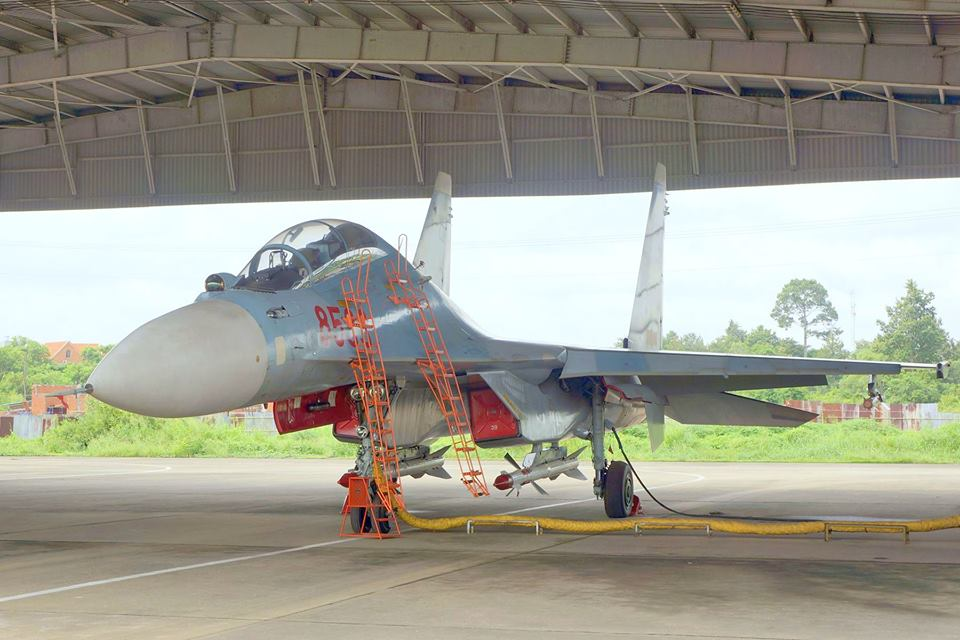
Một cặp tên lửa R-27R trang bị trên chiếc Sukhoi Su-30MK2 của Không quân Nhân dân Việt Nam

- Iran
- Kazakhstan
- Malaysia[28]: 293 tên lửa
- Myanmar[28]: 297 tên lửa
- CHDCND Triều Tiên[28]: 286 tên lửa
- Perú
- Ba Lan
- Nga
- Serbia
- Slovakia
- Sudan[32]
- Syria
- Ukraina[33]
- VenezuelaMột cặp tên lửa R-27R trang bị trên chiếc Sukhoi Su-30MK2 của Không quân Nhân dân Việt Nam
- Việt Nam[28]: 320 tên lửa
- Yemen

### Các quốc gia từng vận hành
- Tiệp Khắc
- Séc
- Đông Đức

(chuyển giao cho Tây Đức năm 1990)
- Đức (chuyển giao cho Ba Lan năm 2004)
- Hungary
- Iraq[34]
- Liên Xô (chuyển giao cho các nước thừa kế  trừ  Lithuania,  Latvia và  Estonia)
- România
- Nam Tư/ Nam Tư/Serbia và Montenegro

## Thông số kỹ thuật

Vympel R-27R AA-10 Alamo-A

Vympel R-27T AA-10 Alamo-B

Vympel R-27ER AA-10 Alamo-C

| Đặc điểm      | Thông số                         |
| ------------- | -------------------------------- |
| Hãng sản xuất | Vympel                           |
| Loại          | Tên lửa không đối không          |
| Chiều dài     | 4,08 m                           |
| Đường kính    | 0,23 m                           |
| Sải cánh      | 0,77 m                           |
| Trọng lượng   | 254 kg                           |
| Vận tốc       | Mach 2.5-4 (3031 km/h)           |
| Tầm bay       | 0.2–80 km                        |
| Dẫn đường     | Radar bán chủ động               |
| Đầu nổ        | 39 kg, đầu nổ mảnh hoặc tiếp xúc |
| Phục vụ       | 1982                             |

| Đặc điểm      | Thông số                         |
| ------------- | -------------------------------- |
| Hãng sản xuất | Vympel                           |
| Loại          | Tên lửa không đối không          |
| Chiều dài     | 3,08 m                           |
| Đường kính    | 0,23 m                           |
| Sải cánh      | 0,77 m                           |
| Trọng lượng   | 245 kg                           |
| Vận tốc       | Mach 4 (3031 km/h)               |
| Tầm bay       | 0,5–70 km                        |
| Dẫn đường     | Tia hồng ngoại                   |
| Đầu nổ        | 39 kg, đầu nổ mảnh hoặc tiếp xúc |

| Đặc điểm      | Thông số                         |
| ------------- | -------------------------------- |
| Hãng sản xuất | Vympel                           |
| Loại          | Tên lửa không đối không          |
| Chiều dài     | 4,78 m                           |
| Đường kính    | 0,26 m                           |
| Sải cánh      | 0,80 m                           |
| Trọng lượng   | 350 kg                           |
| Vận tốc       | Mach 4 (3031 km/h)               |
| Tầm bay       | 2–130 km                         |
| Dẫn đường     | Radar bán chủ động               |
| Đầu nổ        | 39 kg, đầu nổ mảnh hoặc tiếp xúc |

| Đặc điểm      | Thông số                         |
| ------------- | -------------------------------- |
| Hãng sản xuất | Vympel                           |
| Loại          | Tên lửa không đối không          |
| Chiều dài     | 4,80 m                           |
| Đường kính    | 0,26 m                           |
| Sải cánh      | 0,97 m                           |
| Trọng lượng   | 348 kg                           |
| Vận tốc       | Mach 4 (3031 km/h)               |
| Tầm bay       | 0,5–120 km                       |
| Dẫn đường     | Tia hồng ngoại                   |
| Đầu nổ        | 39 kg, đầu nổ mảnh hoặc tiếp xúc |

| Đặc điểm      | Thông số                         |
| ------------- | -------------------------------- |
| Hãng sản xuất | Vympel                           |
| Loại          | Tên lửa không đối không          |
| Chiều dài     | 4,78 m                           |
| Đường kính    | 0,26 m                           |
| Sải cánh      | 0,97 m                           |
| Trọng lượng   | 348 kg                           |
| Vận tốc       | Mach 4 (3031 km/h)               |
| Tầm bay       | 75–130 km                        |
| Dẫn đường     | Radar chủ động                   |
| Đầu nổ        | 39 kg, đầu nổ mảnh hoặc tiếp xúc |